# Omfartsvejen (Christiansfeld)
 For alternative betydninger, se Omfartsvejen. (Se også artikler, som begynder med Omfartsvejen)
 Omfartsvejen  er en to sporet omfartsvej og går vest om Christiansfeld. Vejen er en del af sekundærrute 170 der går imellem Sønderjyske Motorvej E45 ved Kolding og Kruså.
Den er med til at lede trafikken der skal mod Kolding, Haderslev, Aabenraa og Kruså uden om Christiansfeld, så byen ikke bliver belastet af for meget trafik.
Vejen forbinder Omfartsvejen i vest med Krusåvej i øst og har forbindelse til Allervej, Forbindelsesvejen og Hjerndrupvej. 